# Komisja Ochrony Środowiska, Zasobów Naturalnych i Leśnictwa

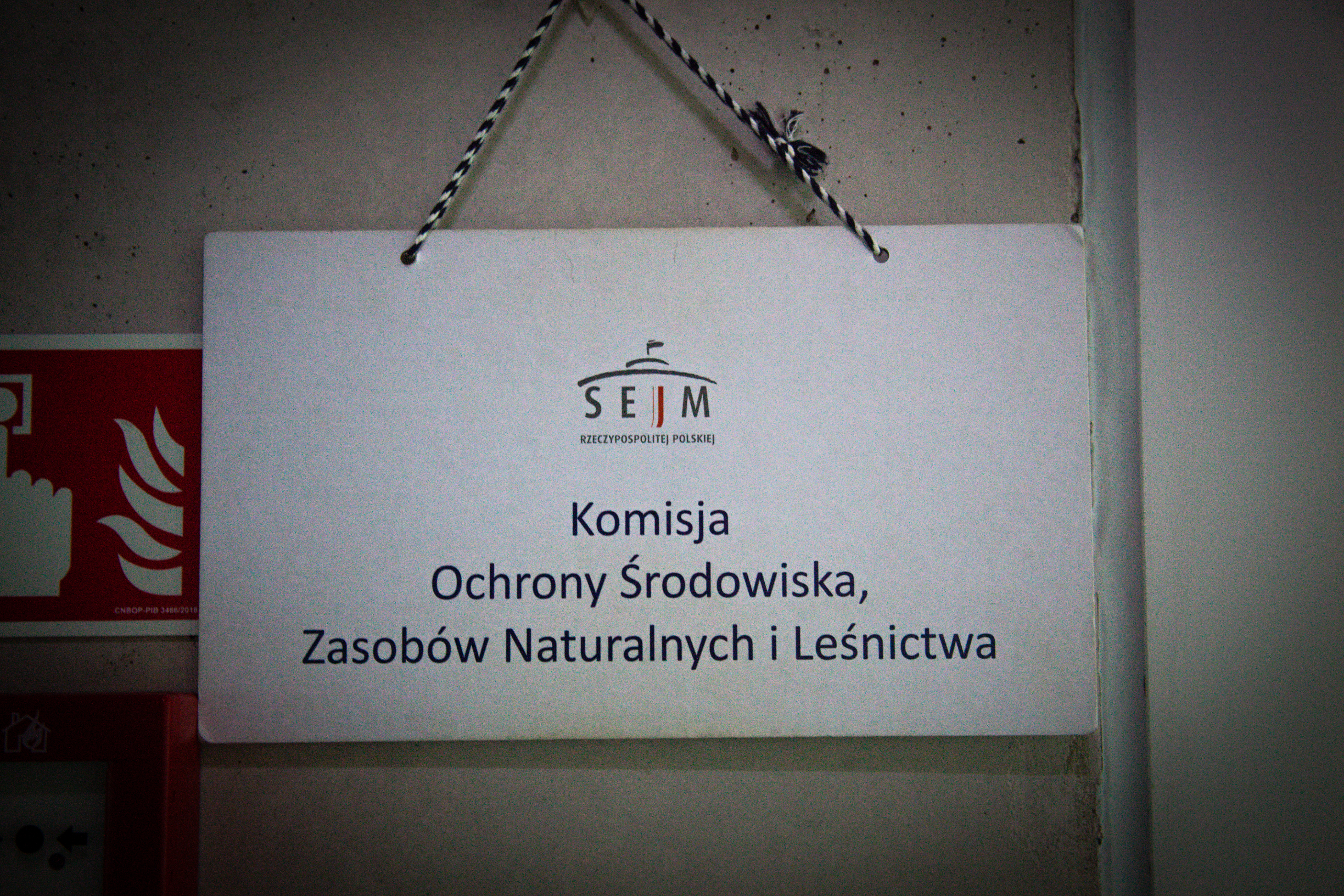
Informacja o trwającym posiedzeniu Komisji

Komisja Ochrony Środowiska, Zasobów Naturalnych i Leśnictwa (skrót: OSZ) wchodzi w skład stałych komisji sejmowych. Zakres jej zadań obejmuje sprawy:
- ochrony i kształtowania środowiska oraz ochrony jego nieodnawialnych zasobów
- geologii
- leśnictwa i gospodarki leśnej.

## Skład Komisji
OSZ jest zaliczana do komisji dużych. W Sejmie X kadencji liczy 37 posłów.

## SejmX kadencji

### Prezydium
- Urszula Pasławska (PSL-TD) – przewodnicząca,
- Elżbieta Burkiewicz (PL2050-TD) – zastępca przewodniczącej,
- Magdalena Filiks (KO) – zastępca przewodniczącej,
- Daria Gosek-Popiołek (Lewica) – zastępca przewodniczącej,
- Gabriela Lenartowicz (KO) – zastępca przewodniczącej,
- Magdalena Łośko (KO) – zastępca przewodniczącej,
- Paweł Sałek (PiS) – zastępca przewodniczącej.

### Podkomisje
- Podkomisja stała do spraw do spraw monitorowania gospodarki odpadami (OSZ01S)[1]
  - przewodnicząca – Gabriela Lenartowicz (KO)
- Podkomisja stała do spraw monitorowania ustawodawstwa w zakresie zarządzania zasobami przyrodniczymi (OSZ02S)[2]
  - przewodnicząca – Maria Kurowska (PiS)
- Podkomisja stała do spraw wdrażania Europejskiego Zielonego Ładu (OSZ03S)[3]
  - przewodniczący – Andrzej Grzyb (PSL-TD)
- Podkomisja stała do spraw wypracowania nowej krajowej strategii leśnej (OSZ04S)[4]
  - przewodnicząca – Magdalena Filiks (KO)

## Prezydium Komisji w Sejmie IX kadencji
- Urszula Pasławska (PSL) – przewodniczący,
- Tomasz Aniśko (KO) – zastępca przewodniczącego,
- Dariusz Bąk (PiS) – zastępca przewodniczącego,
- Marek Dyduch (SLD) – zastępca przewodniczącego,
- Anna Paluch (PiS) – zastępca przewodniczącego[5].

## Prezydium Komisji w Sejmie VIII kadencji
- Stanisław Gawłowski (PO) – przewodniczący
- Dariusz Bąk (PiS) – zastępca przewodniczącego
- Anna Paluch (PiS) – zastępca przewodniczącego
- Urszula Pasławska (PSL) – zastępca przewodniczącego
- Bogusław Sonik (PO) – zastępca przewodniczącego

## Prezydium Komisji w Sejmie VII kadencji
- Stanisław Żelichowski (PSL) – przewodniczący
- Mariusz Orion Jędrysek (PiS) – zastępca przewodniczącego
- Arkadiusz Litwiński (PO) – zastępca przewodniczącego
- Jan Szyszko (PiS) – zastępca przewodniczącego
- Ewa Wolak (PO) – zastępca przewodniczącego

## Prezydium Komisji w Sejmie VI kadencji
- Jerzy Gosiewski (PiS) – zastępca przewodniczącego
- Arkadiusz Litwiński (PO) – zastępca przewodniczącego
- Henryk Milcarz (SLD) – zastępca przewodniczącego
- Jan Rzemełka (PO) – zastępca przewodniczącego
- Stanisław Żelichowski (PSL) – zastępca przewodniczącego

## Prezydium Komisji w Sejmie V kadencji
- Waldemar Starosta (Samoobrona RP) – przewodniczący
- Andrzej Markowiak (PO) – zastępca przewodniczącego
- Władysław Stępień (SLD) – zastępca przewodniczącego
- Stanisław Zając (PiS) – zastępca przewodniczącego

## Prezydium Komisji w Sejmie IV kadencji
- Krzysztof Filipek (Samoobrona RP) – przewodniczący
- Jan Chojnacki (SLD) – zastępca przewodniczącego
- Władysław Stępień (SLD) – zastępca przewodniczącego

## Prezydium Komisji w Sejmie III kadencji
- Czesław Śleziak (SLD) – przewodniczący
- Marian Goliński (AWS) – zastępca przewodniczącego
- Józef Górny (AWS) – zastępca przewodniczącego
- Jerzy Madej (UW) – zastępca przewodniczącego
- Stanisław Żelichowski (PSL) – zastępca przewodniczącego

## Prezydium Komisji w Sejmie II kadencji
- Władysław Jasiński (PSL) – przewodniczący
- Radosław Gawlik (UW) – zastępca przewodniczącego
- Czesław Śleziak (SLD) – zastępca przewodniczącego

## Prezydium Komisji w Sejmie I kadencji
- Jan Rzymełka (KLD) – przewodniczący
- Andrzej Borowski (PSL) – zastępca przewodniczącego
- Janusz Choiński (RdR) – zastępca przewodniczącego
- Radosław Gawlik (UD) – zastępca przewodniczącego

## Prezydium Komisji w Sejmie X kadencji
- Stanisław Wiąckowski (PKE) – przewodniczący
- Ludwik Bernacki (LD) – zastępca przewodniczącego
- Stefan Kozłowski (OKP) – zastępca przewodniczącego
- Jerzy Rusecki (SD) – zastępca przewodniczącego